# Mendelsche Anfälligkeit für Erkrankungen durch Mykobakterien
Die Mendelsche Anfälligkeit für Erkrankungen durch Mykobakterien oder MSMD als Akronym für englisch Mendelian Susceptibility to Mycobacterial Diseases ist ein seltenes angeborenes Immundefekt-Syndrom. Hauptmerkmal dieser Krankheitsgruppe ist eine selektive Anfälligkeit für Mykobakterien aus der Umwelt oder den BCG-Impfstoff Bacillus Calmette-Guérin, auch für Salmonellen und Listerien bei Kleinkindern. Es kommt wiederholt zu schweren Infektionen.
Synonyme sind: Familiäre Suszeptibilität für Mykobakteriosen; Idiopathische Infektionen durch BCG oder atypische Mykobakterien; Idiopathische Infektionen durch BCG oder atypische Mykobakterien; Suszeptibilität für Mykobakteriosen, familiäre Form.

## Einteilung
Folgende Einteilung ist gebräuchlich:
- Autosomal-dominante Suszeptibilität für Mykobakteriosen durch partiellen Defekt, Mutationen im IFNGR1-, IFNGR2-, STAT1- oder IRF8-Gen
- Autosomal-rezessive Suszeptibilität für Mykobakteriosen durch kompletten Defekt, Manifestation bereits in den ersten Lebensjahren[4]
  - MSMD durch kompletten RORgamma-Rezeptor-Mangel
  - Suszeptibilität für Mykobakteriosen durch kompletten IFN-gamma-R1-Defekt, schwerste Verläufe mit disseminierten Infektionen
  - Suszeptibilität für Mykobakteriosen durch kompletten IFN-gamma-R2-Defekt, schwerste Verläufe mit disseminierten Infektionen
  - Suszeptibilität für Mykobakteriosen durch kompletten IL12B-Defekt
  - Suszeptibilität für Mykobakteriosen durch kompletten IL12RB1-Defekt
  - Suszeptibilität für Mykobakteriosen durch kompletten ISG15-Defekt
- Autosomal-rezessive Suszeptibilität für Mykobakteriosen durch partiellen Defekt, Mutationen im IFNGR1- oder im IFNGR2-Gen.[5]
- X-chromosomale Suszeptibilität für Mykobakteriosen, Manifestation erst nach dem 3. Lebensjahr, meist weniger schwerer Verlauf, Mutationen im IKBKG- oder CYBB-Gen

## Verbreitung
Die Häufigkeit ist nicht bekannt, die Vererbung kann autosomal-dominant autosomal-rezessiv (häufig) oder X-chromosomal rezessiv erfolgen.

## Ursache
Dieser monogentischen Erkrankungsgruppe liegt ein erblicher Immundefekt mit Mangel an Interferon-γ (IFN-gamma) durch Störung des von Interleukin-12 (IL-12)  abhängigen Signalwegs zugrunde, wodurch die IL-12-abhängige IFN-gamma-Immunität gestört ist.
Die genetische Grundlage wurde bislang nur bei etwa 50 % der Betroffenen gefunden, bislang sind neun Gene bekannt. Je nach Art der Vererbung, Ausmaß der Funktionsstörung mit vollständigem oder teilweisem Defekt können klinisch zahlreiche Erkrankungen unterschieden werden.

## Klinische Erscheinungen
Klinische Kriterien sind:
- Schwerste Verläufe mit Krankheitsbeginn in der frühen Kindheit bei vollständigem Mangel an Interferon-gamma-Rezeptoren 1 (IFN-gammaR1) und 2 (IFN-gammaR2), erste Infektionen mit 3 Jahren, auch disseminiert in den Weichteilen, dem Knochenmark, der Lunge, den Haut, den Knochen und Lymphknoten.
- Weniger schwere Verläufe mit späterem Krankheitsbeginn bei partiellem Mangel von IFN-gammaR1 und IFN-gammaR2, STAT1 und IRF8, bei vollständigem Mangel von IL-12R-beta1, IL12B und ISG15 und bei den X-chromosomal-rezessiv vererbten Mutationen
- Schwere Infektionen durch Salmonellen beim IL-12R-beta1- und IL12B-Mangel.

### IFNGR1-Mangel
Das IFNGR1-Gen auf Chromosom 6 an Genort q23.3 kodiert für den Interferon-Gamma Receptor 1.
- Autosomal-dominante Mutationen mit noch teilweise erhaltener IFN-gamma-Immunität  führen etwa ab dem 13. Lebensjahr zu rezidivierenden, mäßig schweren Infektionen mit Mykobakterien aus Umwelt und BCG-Impfung.[7]
- Autosomal-rezessive Mutationen mit noch teilweise erhaltener IFN-gamma-Antwort (äußerst selten) führen zu rezidivierenden, mäßig schweren Infektionen mit Mykobakterien aus Umwelt und BCG-Impfung.[8]
- Ist der Defekt komplett, kommt es bereits in den ersten Lebensjahren zu schweren Infektionen mit oft tödlichem Verlauf.[9]

Mutationen in diesem Gen finden sich auch bei der Suszeptibilität für Helibacter pylori-Infektionen, der Suszeptibilität für Hepatitis B Virusinfektion und der Suszeptibilität für Tuberkulose.

### IFNGR2-Mangel
Das IFNGR2-Gen auf Chromosom 21 an q22.11 kodiert für den Interferon-Gamma Receptor 2.
- Autosomal-rezessive Mutationen mit noch teilweise erhaltener IFN-gamma-Antwort führen zu rezidivierenden, mäßig schweren Infektionen mit Mykobakterien aus Umwelt und BCG-Impfung.[14]
- Ist der Defekt komplett, kommt es bereits in den ersten Lebensjahren zu schweren Infektionen mit oft tödlichem Verlauf.[15]

### IRF8-Defekt
Das IRF8-Gen auf Chromosom 16 an q24.1 kodiert für den Interferon Regulatory Factor 8.
- Autosomal-dominante Mutationen führen bereits in den ersten Lebensjahren zu selektiver Anfälligkeit für milde Infektionen mit Bazillus Calmette-Guérin (BCG).[17]
- Autosomal-rezessive Mutationen finden sich bei der Chronischen Ebstein-Barr-Virusinfektion (CAEBV) mit persistierenden Pfeiffer-Drüsenfieber-artigen Symptomen ohne weitere Hinweise auf einen Immundefekt.[18][19]

### ISG15-Defekt
DAS ISG15-Gen auf Chromosom 1 an p36.33 kodiert für den Ubiquitin-Like Modifier.
- Autosomal-rezessive Mutationen führen bei älteren Kindern zu leichteren Infektionen.[21][22]

### STAT1-Mangel
Das STAT1-Gen auf Chromosom 16 an q24.1 kodiert für den Interferon Regulatory Factor 8.
- Autosomal-rezessive Mutationen[24][25]
- Autosomal-dominante Mutationen mit noch teilerhaltener Funktion führen zu milden bis geringen Infektionen durch Mycobacterium bovis, BCG, Mycobacterium avium oder Mycobacterium tuberculosis nach dem Alter von 3 Jahren, einige Betroffene sind auch symptomfrei.[26][27]

Mutationen in diesem Gen finden sich auch beim STAT1-assoziierten autoimmunen Enteropathie und Endokrinopathie-Empfänglichkeit für chronische Infektionen-Syndrom.

## Diagnose
Die Diagnose ergibt sich aus der medizinischen Labordiagnostik mit Bestimmung der IFN-gamma-, IL-12p40- und IL-12p70-Spiegel im ELISA nach Vollblut-Aktivierung. Die genetische Ursache kann durch humangenetische Untersuchung gesichert werden.

## Differentialdiagnostik
Abzugrenzen sind:
- Septische Granulomatose
- Schwerer kombinierter Immundefekt
- Zystische Fibrose

## Therapie
Eine BCG-Impfung sollte vermieden werden.
Patienten mit IL-12B-, IL-12R-Beta1- oder ISG15-Mangel und partiellem IFN-gammaR-, IRF8- und STAT1-Mangel sind gut antibiotisch und mit IFN-gamma behandelbar.
Mitunter wird eine Resektion der abdominalen Lymphknoten notwendig.
Eine Hämatopoetische Stammzelltransplantation kann bei Patienten mit vollständigem IFN-gammaR1- oder IFN-gammaR2-Mangel versucht werden, die Abstoßungsrate ist jedoch hoch.

## Prognose
Die Aussichten hängt von der jeweiligen Mutation ab, der Verlauf reicht von vorzeitigem Versterben bis Erholung unter Antibiotika-Gabe.